# Svarttjärnet (Södra Finnskoga socken, Värmland, 672030-133290)
Svarttjärnet är en sjö i Torsby kommun i Värmland och ingår i Göta älvs huvudavrinningsområde. Sjön har en area på 0,095 kvadratkilometer och ligger 373 meter över havet.

## Delavrinningsområde
Svarttjärnet ingår i det delavrinningsområde (671694-133237) som SMHI kallar för Ovan Våtsjöån. Medelhöjden är 419 meter över havet och ytan är 63,45 kvadratkilometer. Det finns inga avrinningsområden uppströms utan avrinningsområdet är högsta punkten. Mangslidälven som avvattnar avrinningsområdet har biflödesordning 3, vilket innebär att vattnet flödar genom totalt 3 vattendrag innan det når havet efter 411 kilometer. Avrinningsområdet består mestadels av skog (86 procent). Avrinningsområdet har 0,92 kvadratkilometer vattenytor vilket ger det en sjöprocent på 1,5 procent.